# Халоа — празник курви
Халоа — празник курви југословенски je филм из 1988. године. Режирао га је Лордан Зафрановић, а сценарио је писао Вељко Барбиери према својој новели Затвор од олеандровог лишћа.
Филм има мотив љубавног троугла са елементима освете и трагедије, те се поиграва мотивима ероса и танатоса који су у грчкој митологији богови стварања живота и смрти, али и мотивима психоанализе, у којој је танатос воља за смрћу као антоним еросу као вољи за животом. Филм обилује еротским призорима са главним протагонистима, Недом Арнерић и Ранком Зидарићем.

## Радња
Једном годишње, у старој Грчкој, курве са повезом на очима тражиле су испред храмова полне органе израђене од керамике како би налетеле на њих. Ако их не би пронашле, та година би била лоша. Ову веселу свечаност стари Грци су називали Халоа. На темељу љубавног троугла, филм покушава пробити своје границе наглашавајући свеприсутност сукоба између љубави и усамљености.
Брачни пар из Немачке, средовечни Манфред и његова много млађа супруга Мајра, пореклом из Загреба летују на Хвару. Одсели су кући удовице, госпође Марије, између чијег сина и Мајре долази до еротских варница. Током првог сусрета, парови доживљавају емоционалне везе које ће утицати на све њих. То је основа на којем ће ове четири особе открити себе у потрази за емоционалним упориштем и окренути једни према другима. Временом, између Манфреда и Мајре ствара се изразита тензија, а крај филма открива Мајрину тајну и прави разлог њеног доласка на Хвар. Катарза једног необичног брака једнака је с причом о Пријаму и његовој супрузи Хекаби.

## Улоге
| Глумац          | Улога            |
| --------------- | ---------------- |
| Неда Арнерић    | Мајра            |
| Ранко Зидарић   | Маријин син      |
| Стево Жигон     | Професор Манфред |
| Душица Жегарац  | Марија           |
| Зорко Рајчић    |                  |
| Чедо Мартиновић |                  |
| Ђурица Бојанић  |                  |
| Ивица Томицић   |                  |
| Тончи Зуанић    |                  |
| Јурај Петрић    |                  |
| Домина Петрић   |                  |
| Џеки Милатић    |                  |

## Награде
На Фестивалу југословенског филма у Пули 1988. године, Неда Арнерић је добила награду Златна арена за главну женску улогу у овом филму.